# Carry Pothuis-Smit
Carry Pothuis-Smit, född 1872, död 1951, var en nederländsk politiker (socialdemokrat). 
Hon var senator i Nederländernas parlament 1920-1937. Hon var den första kvinnliga senatorn i Nederländerna.